# Charles Desbassayns
Pour les autres membres de la famille, voir Famille Panon Desbassayns de Richemont.
Charles Desbassayns, surnommé enfant Dugruzon par son père en hommage à l'une de ses propriétés, est un homme d'affaires, politicien et planteur esclavagiste français. Il est considéré comme l'un des initiateurs de l'industrie sucrière à l'île Bourbon (actuelle île de La Réunion).
Septième enfant de Madame Desbassayns et Henri Paulin Panon Desbassayns, il est né le 28 octobre 1782 à Saint-Paul, et mort en 1863 à la Rivière des Pluies. Il a épousé le 21 janvier 1808 Louise Sophie Labauve d'Arifat, fille d'une famille de planteurs de l'île Maurice (alors « isle de France »). Il est le beau-frère de Joseph de Villèle, marié à sa sœur Mélanie, et le frère de Philippe Panon Desbassayns, comte de Richemont, et de Joseph Desbassayns.

## Biographie
Charles André Panon Desbassayns est né le 28 octobre 1782 à Saint-Paul. Il est le septième enfant de Madame Desbassayns et Henri Paulin Panon Desbassayns, le plus riche couple de planteurs de l'île Bourbon.
Il étudie à Paris et aux États-Unis. Après sa formation, il achète en 1809 la plantation du Chaudron auprès de Guy Léon, y plante de la canne et y installe sa première sucrerie entre 1813 et 1815. Pour faire face au manque de courant d'eau, source habituelle d'énergie pour les moulins, il importe de Londres une batterie de trois moulins verticaux en fer, mûs par un manège entraîné par des mulets, un usage jusqu'alors inconnu à l'île de La Réunion, qu'il commande à la firme Henkel et Dubuisson. Au cours de l'année 1817, son frère Joseph introduit les machines à vapeur, qui permettent aux moulins de produire encore plus de sucre.
C'est avec l'aide de Gimart et Joseph Martial Wetzell que Charles Desbassayns est bientôt à la pointe de la technologie sucrière mondiale.
Dans ses plantations, afin d'optimiser la productivité de la main-d’œuvre captive, il préconise de renforcer et systématiser la surveillance dans le travail, y compris entre esclaves.
Sous la Deuxième République, un décret abolit définitivement l'esclavage en 1848. Il s'accompagne toutefois de l'indemnisation des propriétaires esclavagistes. Charles Desbassayns touche ainsi, en 1849, la somme de 166 352 Francs en compensation du préjudice financier causé par l'affranchissement de ses centaines d'esclaves. Avec les débats sur l'abolition de l'esclavage, il se déclare dès 1848 favorable à la pratique de l'engagisme comme alternative.
Il mène aussi une carrière politique. En 1820, Charles Desbassayns est nommé membre du comité consultatif d'agriculture et de commerce de Bourbon. Il devient conseiller colonial à partir du 23 octobre 1826. Il se présente au conseil municipal de Sainte-Marie en 1854, où il est élu, et devient conseiller général du même canton l'année suivante. En 1854, il devient le premier président de la chambre d'agriculture, et deux ans plus tard, président du conseil général. Trois ans avant sa mort, le 5 juillet 1863, il est fait officier de la Légion d'honneur. Il est aussi président de la branche réunionnaise de la Société de Saint-Vincent-de-Paul et constitue un parti clérical et ultramontain dans les années 1850. Son influence religieuse sur l'île a été importante.